# Carpias parvus
Carpias parvus är en kräftdjursart som först beskrevs av Omer-Cooper 1921.  Carpias parvus ingår i släktet Carpias och familjen Janiridae. Inga underarter finns listade i Catalogue of Life.